# Per Hallström
Per August Leonard Hallström (29. září 1866 Stockholm – 18. února 1960 Nacka, Švédsko) byl švédský spisovatel, povídkář, dramatik, básník a člen Švédské akademie.

## Život
Narodil se v rodině Konrada Hallströma (1815–1906) a Johanny rozené Andersdotterové (1831–1922). Měl čtyři sourozence: Selmu (1856–1919), Konrada (1858), Marii Rundlöfovou (1861–1948) a Gerdu (1864–1947). S manželkou Helgou Åkerbergovou měl čtyři děti: Vernu (1896–1945), Margretu (1899–1988), Bengta (1901–1979) a Sisselu Raspeovou (1904–1996). Měl vnuka Anderse Hallströma, který byl také spisovatel.
Než se začal věnovat psaní, Per Hallström pracoval v Londýně a Chicagu jako chemik. Byl ceněn především pro své sbírky povídek, jako Purpur [Purpur] (1895) a Thanatos [Smrt] (1900). Jeho hlavní díla, napsaná před rokem 1910, spojují hluboký soucit s citlivým vědomím krásy.
Do Švédské akademie vstoupil r. 1908, v letech 1931–1941 sloužil jako její stálý tajemník. V letech 1922–1946 byl předsedou Nobelovy komise Švédské akademie pro Nobelovu cenu v literatuře.

## Dílo

### V češtině
- Tajná idylla – ze sbírky Thanatos přeložil Jaroslav Vaňha; in: 1000 nejkrásnějších novel... č. 3. Praha: J. R. Vilímek, 1911
- Starý příběh – př. a vyzdobil Viktor Šuman. Praha: B. M. Klika, 1919
- Loď mládí – př. Hugo Kosterka. Praha: Alois Srdce, 1922